# ريتشارد د. شيفر
ريتشارد د. شيفر (بالإنجليزية: Richard D. Schafer) هو رياضياتي أمريكي، ولد في 25 فبراير 1918 في بوفالو في الولايات المتحدة، وتوفي في 28 ديسمبر 2014 في ليكسينغتون في الولايات المتحدة.